# Монастырь Айраванк
Монастырь Айраванк (арм. Հայրավանք), или Мардагавняц (Մարդաղավնյաց, от арм. մարդ — «человек» и арм. աղավնի — «голубь»), — монастырь близ села Айраванк, на западном берегу озера Севан, Гегаркуникского марза Армении.

## История
Монастырский комплекс Айраванк был основан в IX веке. Центральные апсиды, имеющие полуциркулярный вид, пересекаются создавая большое пространство. К северо-западу от монастыря имеется крепость бронзового века и маленькое кладбище.

## Галерея

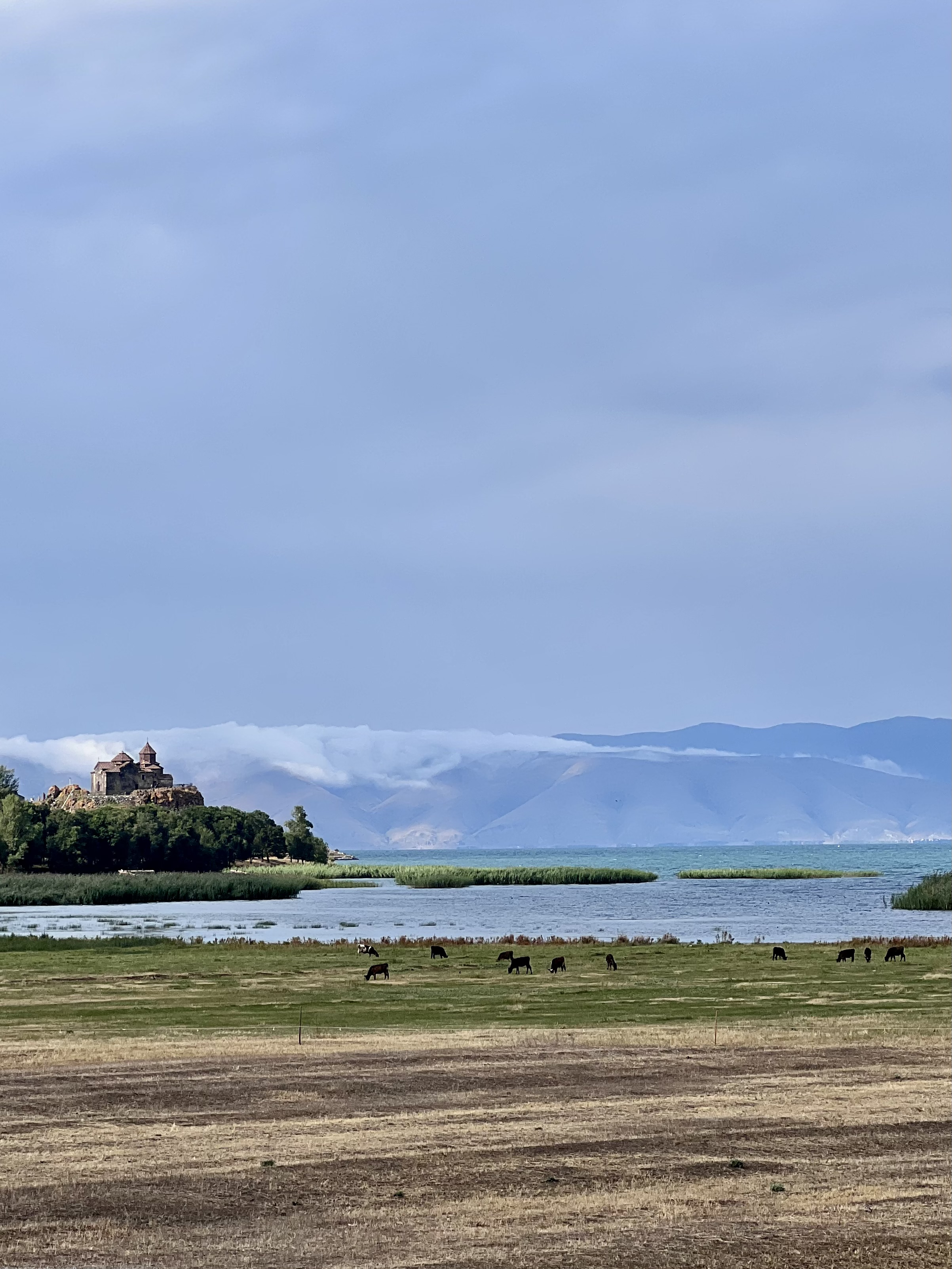
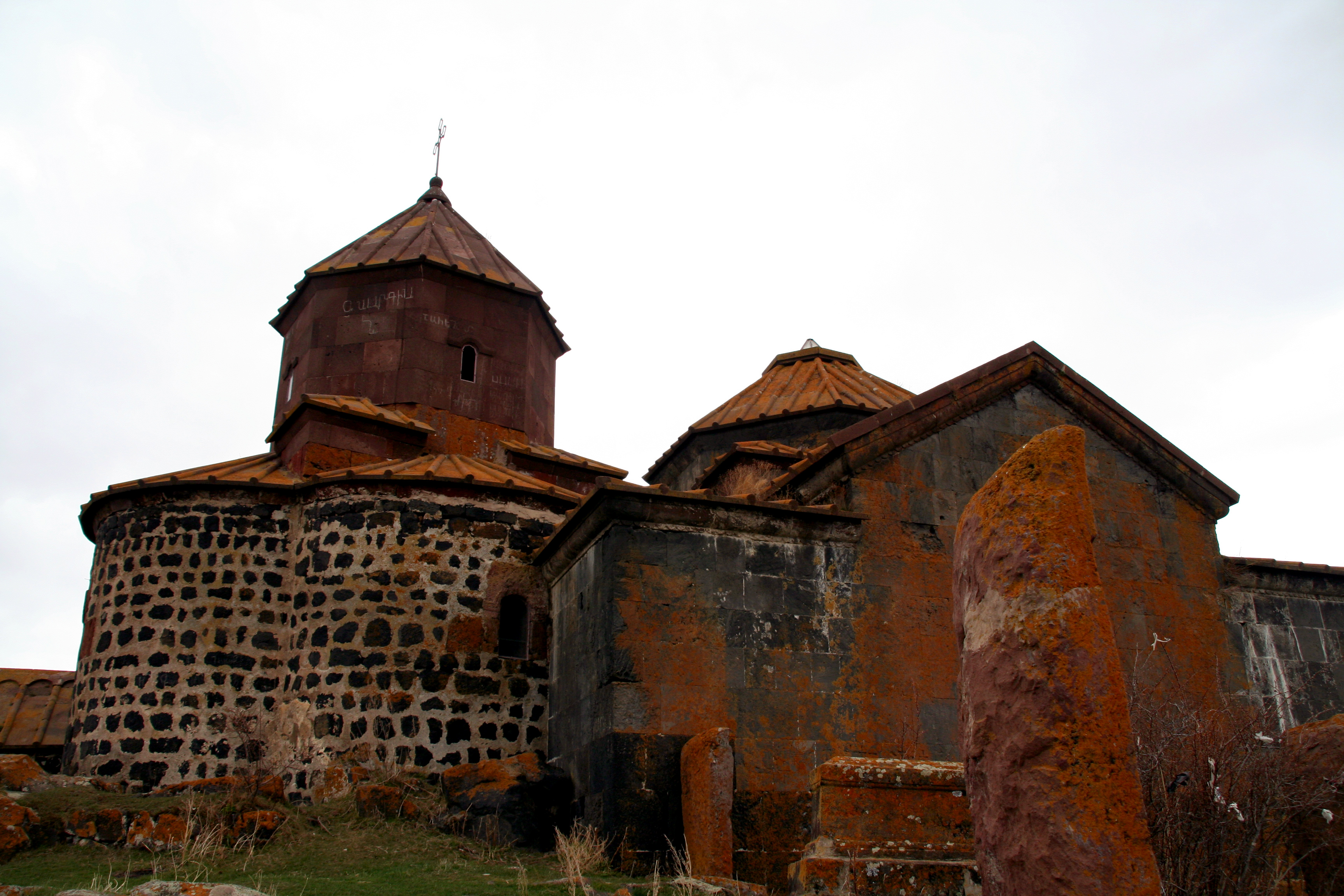
Монастырский комплекс
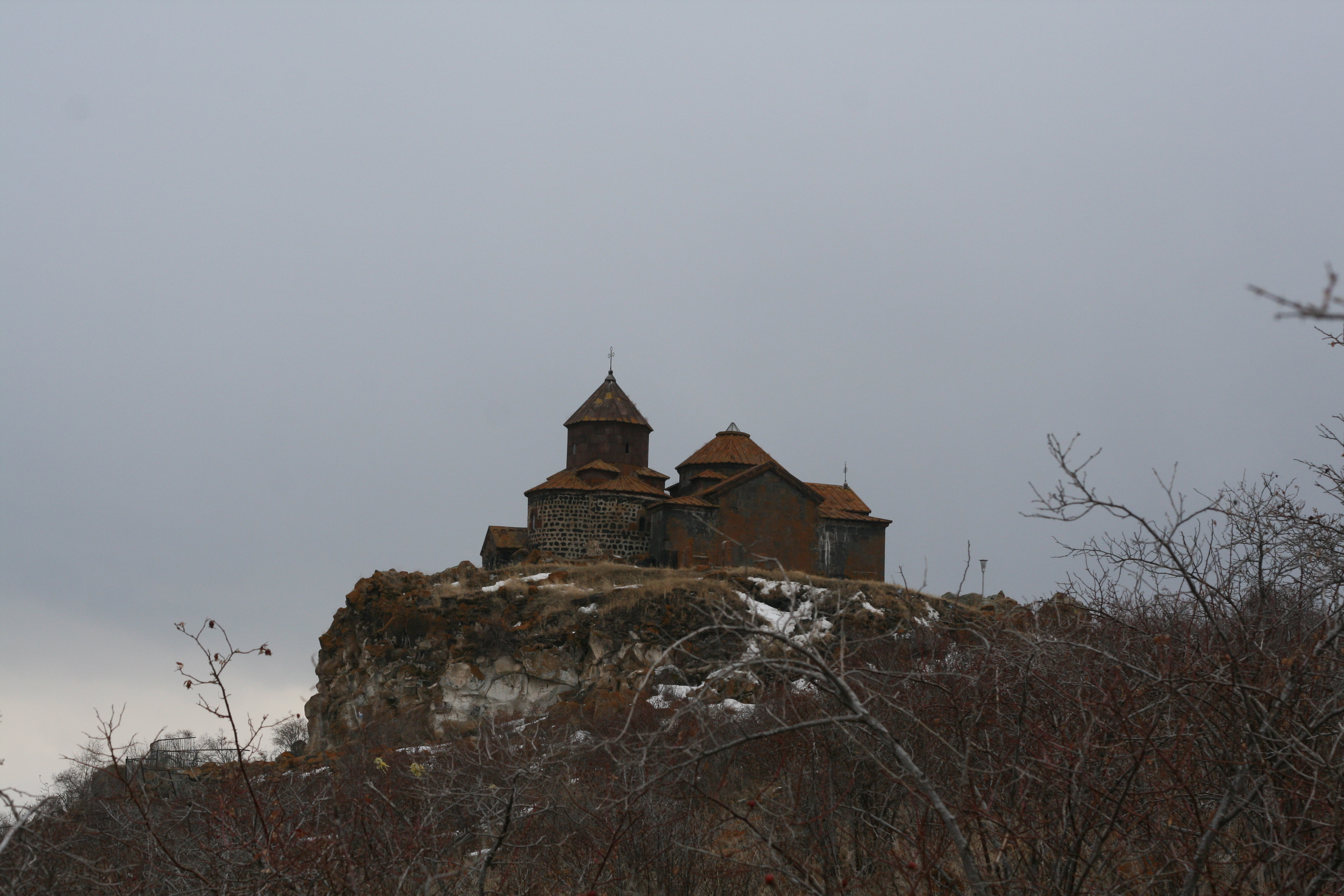
Монастырь Айраванк в Апреле
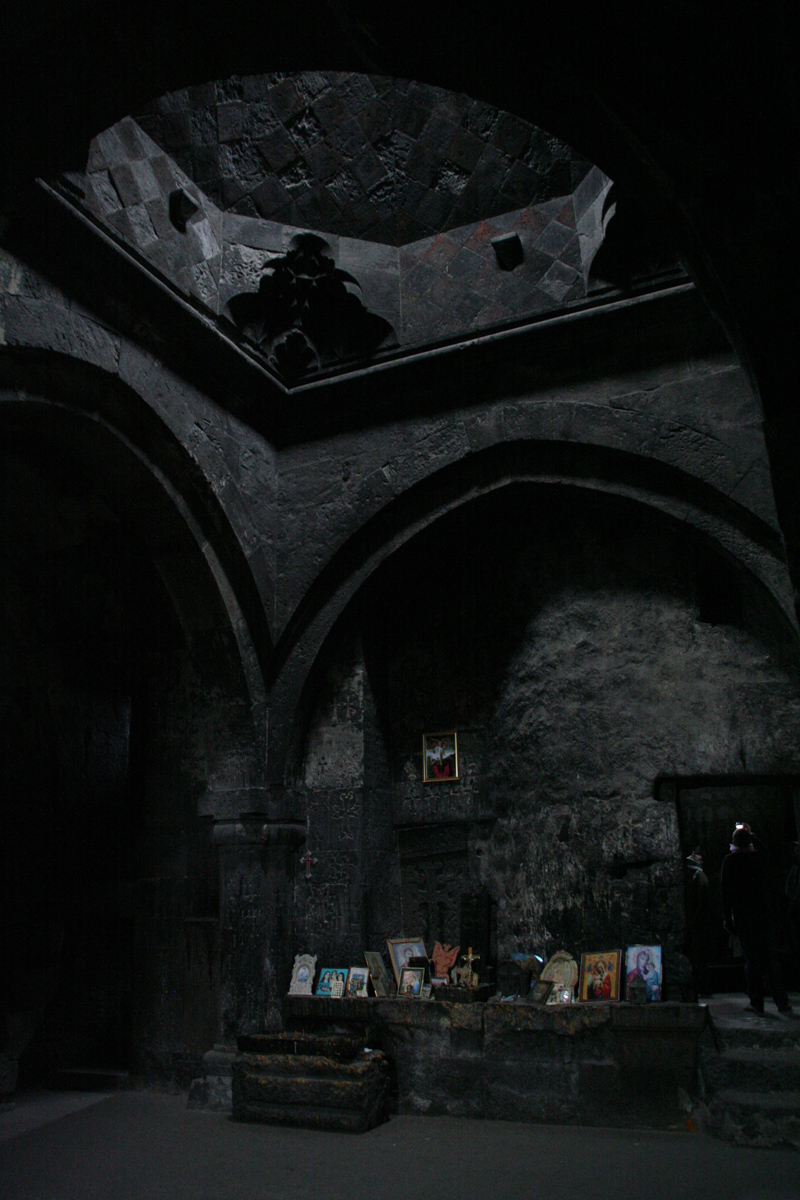
Интерьер
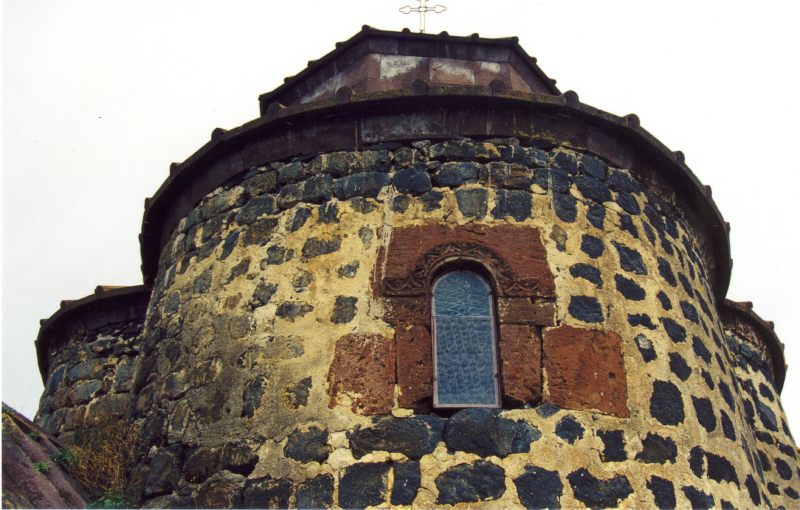
Апсида
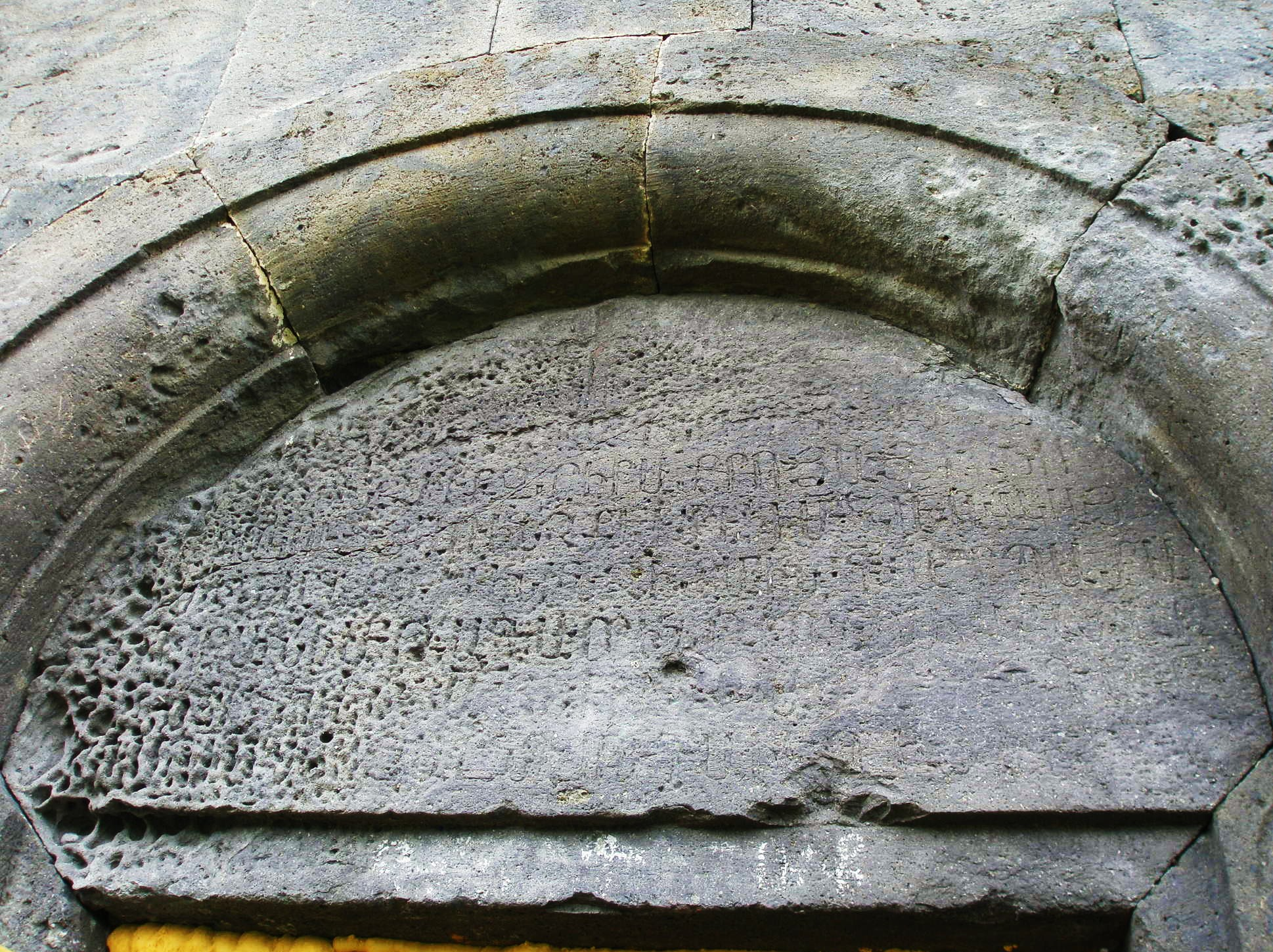
Надпись у входа на древнеармянском